# Argentat
Argentat (Argentat en occitan) est une ancienne commune française située dans le département de la Corrèze en région Nouvelle-Aquitaine. Ses habitants sont appelés les « Argentacois » et les « Argentacoises ». La ville est traversée par la rivière Dordogne.
Au 1er janvier 2017, la commune d'Argentat fusionne avec celle de Saint-Bazile-de-la-Roche, créant la commune nouvelle d'Argentat-sur-Dordogne.

## Géographie
Située dans le Massif central, au confluent de la Maronne avec la Dordogne, elle se trouve à l'extrémité sud de la faille d'Argentat. À l'est, la commune est bordée par le Doustre, et à l'ouest elle est arrosée par la Souvigne.
La cité d'Argentat se situe aux confins de trois régions, le Limousin, l'Auvergne et le Quercy, sur la Dordogne après que celle-ci ait traversé des gorges profondes de façon impétueuse. Argentat se trouve dans la partie ouest de la Xaintrie petit pays du Bas-Limousin.
De cette situation géographique découle l'intérêt de la ville : passage de la Dordogne d'une part, et port de trafic fluvial important vers Bergerac et Libourne.

### Communes limitrophes
Les communes limitrophes sont  Hautefage, La Chapelle-Saint-Géraud, Monceaux-sur-Dordogne, Neuville, Saint-Bazile-de-la-Roche, Saint-Bonnet-Elvert, Saint-Chamant et Saint-Martial-Entraygues.
| Saint-Chamant         | Saint-Bonnet-Elvert, Saint-Bazile-de-la-Roche | Saint-Martial-Entraygues |
| Neuville              | Argentat                                      | Hautefage                |
| Monceaux-sur-Dordogne | La Chapelle-Saint-Géraud                      |                          |

## Toponymie
Son nom a inspiré celui de la ville d'Argenta - située dans la région de Kanto - dans les premiers jeux de la série Pokémon.

## Histoire

### Protohistoire
Dès l'époque gauloise, un oppidum perché sur une hauteur voisine, le Puy-du-Tour, contrôle le gué d'une voie protohistorique reliant l'Armorique à la Méditerranée.

### Antiquité
Après la conquête romaine, s'établit dans la plaine, la villa gallo-romaine du Longour, domaine tourné vers la culture, proche de la Dordogne.

### Moyen Âge

#### Période mérovingienne
Aux temps mérovingiens, un atelier monétaire fonctionne et facilite les échanges commerciaux.

#### Période carolingienne
Sous les Carolingiens, Argentat est le siège d'une vicairie, circonscription territoriale où sous l'autorité du comte, un vicaire administre la justice.
Dès le Xe siècle, Argentat est connu comme prieuré et cure en ville murée. La ville dépend d'un seigneur religieux, le prieur de Carennac et d'un seigneur laïc, le vicomte de Turenne.

#### Moyen Âge classique
Avare de ses droits la vicomté ne concède aucune charte de libertés et la communauté locale doit se contenter, jusqu'en 1615, de syndics paroissiaux pour la gérer.
Toutefois, les Turenne concédèrent à la ville dès 1263, un marché important le jour de la Saint-André, qui passe pour être la foire la plus ancienne du Bas-Limousin.

#### Époque moderne
Argentat prit parti pour les Huguenots, ce qui induit une situation des plus troubles pendant un demi-siècle.
Au XVIIe siècle, avec la Contre-Réforme et l'établissement successif des Récollets et des Clarisses vers 1633, des Ursulines en 1637, les luttes s'apaisent peu à peu.
À l'annexion de la vicomté à la Couronne (1738), Argentat devint siège d'une subdélégation de l'intendance de Limoges.

#### Époque contemporaine
La ville a connu un essor économique important aux XVIIIe et XIXe siècles grâce à la batellerie effectuée par des gabares appelées localement courpet, qui a permis l'acheminement de richesses (essentiellement du bois sous forme de merrain-douves de chêne pour la tonnellerie et de carassonne-échalas de vigne) vers la région bordelaise. Cette activité périclita à la fin du XIXe siècle, à la suite des épidémies de phylloxéra qui ravagèrent les vignobles, et de l'inauguration de la ligne de chemin de fer du PO-Corrèze entre Tulle et Argentat en 1904 (cette ligne resta en activité jusqu'en 1970).
Joseph Vachal, notaire et homme politique, fit construire en 1893 le pont de la République. Il fut aussi un spécialiste mondial des abeilles (mis en valeur en 2023 par Nuage Vert - musée mobile Vallée de la Dordogne dans La Corrèze, terre d'insectes, exposition et publication).
Au début du XXe siècle culmina une activité d'extraction, avec l'exploitation de mines de charbon, qui fermèrent dans les années 1930.
L'histoire générale d'Argentat a fait l'objet en 2021 du livre d'Alexandra Duchêne Argentat-sur-Dordogne entre nature et culture publié par Nuage Vert - musée mobile Vallée de la Dordogne basé au jardin public, défendant la biodiversité et la culturodiversité.

### Héraldique
| Argentat | Son blasonnement est : D'azur à deux clefs adossées d'argent posées en pal et entrelacées par l'anneau. |

## Politique et administration

### Liste des maires
| Période                                  | Période                 | Identité            | Étiquette   | Qualité |
| ---------------------------------------- | ----------------------- | ------------------- | ----------- | --- |
| Les données manquantes sont à compléter. |                         |                     |             | |
| Maire en 1912                            |                         | Joseph Jourde       | Rad.        | Notaire Conseiller général d'Argentat (1911 → 1919) |
| Les données manquantes sont à compléter. |                         |                     |             | |
| 1925                                     | 1926 (décès)            | Jean Douvisis       | Républicain | Instituteur puis négociant en vin Conseiller général d'Argentat (1925 → 1926) |
| 1926                                     |                         | Philippe Vachal     | Républicain | Conseiller général d'Argentat (1926 → 1931) |
| Les données manquantes sont à compléter. |                         |                     |             | |
| mars 1965                                | mars 1977               | Joseph Peyralbe     | Centriste   | Médecin Conseiller général d'Argentat (1949 → 1973) Chevalier de la Légion d'honneur |
| mars 1977                                | 19 mars 1989            | Pierre Celles       | RPR         | Électricien Conseiller général d'Argentat (1979 → 1993) Président du SIVOM puis du SICRA d’Argentat (1977 → 2000) Président de l'Association des maires de la Corrèze (1985 → 1989)               |
| 19 mars 1989                             | 13 février 2014 (décès) | René Teulade        | PS          | Principal de collège retraité, ancien ministre Sénateur de la Corrèze (2008 → 2014) Conseiller général d'Argentat (1993 → 2011) 1er vice-président du conseil général de la Corrèze (2008 → 2011) |
| 14 février 2014                          | 29 mars 2014            | François Bretin     | PCF         | Vétérinaire Conseiller général d'Argentat (2011 → 2015) Maire par intérim à la suite du décès de René Teulade                                                                                     |
| 29 mars 2014                             | 31 décembre 2016        | Jean-Claude Leygnac | LR puis MR  | Masseur-kinésithérapeute retraité Conseiller départemental d'Argentat (2015 → 2021) |

| Période      | Période  | Identité            | Étiquette | Qualité                                                                         |
| ------------ | -------- | ------------------- | --------- | ------------------------------------------------------------------------------- |
| janvier 2017 | mai 2020 | Jean-Claude Leygnac | MR        | Masseur-kinésithérapeute retraité Conseiller départemental d'Argentat (2015 → ) |
| mai 2020     | En cours | Richard Glenz       | DVD       | Enseignant                                                                      |

### Jumelages
Argentat a développé des associations de jumelage avec :
- Sakal (Sénégal) depuis 2002, située à environ 3 600 kilomètres[9].
- Bad König (Allemagne) depuis 1982, située à 936 kilomètres[10].

## Démographie
L'évolution du nombre d'habitants est connue à travers les recensements de la population effectués dans la commune depuis 1793. À partir du 1er janvier 2009, les populations légales des communes sont publiées annuellement dans le cadre d'un recensement qui repose désormais sur une collecte d'information annuelle, concernant successivement tous les territoires communaux au cours d'une période de cinq ans. 
Pour les communes de moins de 10 000 habitants, une enquête de recensement portant sur toute la population est réalisée tous les cinq ans, les populations légales des années intermédiaires étant quant à elles estimées par interpolation ou extrapolation. Pour la commune, le premier recensement exhaustif entrant dans le cadre du nouveau dispositif a été réalisé en 2004,.
En 2014, la commune comptait 2 977 habitants, en évolution de −2,46 % par rapport à 2009 (Corrèze : −0,61 %, France hors Mayotte : +2,49 %).
| 1793  | 1800  | 1806  | 1821  | 1831  | 1836  | 1841  | 1846  | 1851  |
| ----- | ----- | ----- | ----- | ----- | ----- | ----- | ----- | ----- |
| 2 850 | 2 574 | 2 629 | 2 822 | 3 121 | 3 029 | 3 156 | 3 318 | 3 535 |

| 1856  | 1861  | 1866  | 1872  | 1876  | 1881  | 1886  | 1891  | 1896  |
| ----- | ----- | ----- | ----- | ----- | ----- | ----- | ----- | ----- |
| 3 520 | 3 435 | 3 449 | 3 350 | 3 380 | 3 304 | 3 262 | 3 087 | 3 093 |

| 1901  | 1906  | 1911  | 1921  | 1926  | 1931  | 1936  | 1946  | 1954  |
| ----- | ----- | ----- | ----- | ----- | ----- | ----- | ----- | ----- |
| 2 801 | 2 830 | 2 895 | 2 578 | 2 539 | 2 560 | 2 620 | 3 241 | 3 451 |

| 1962  | 1968  | 1975  | 1982  | 1990  | 1999  | 2004  | 2009  | 2014  |
| ----- | ----- | ----- | ----- | ----- | ----- | ----- | ----- | ----- |
| 3 196 | 3 256 | 3 371 | 3 234 | 3 189 | 3 125 | 3 111 | 3 052 | 2 977 |

## Économie
De nombreuses PME sont installées dans la commune et sa vallée. Des sociétés comme Les Sièges d'Argentat, produisant du mobilier sur mesure de prestige, possède une réputation internationale.

## Culture locale et patrimoine

### Lieux et monuments
- La Maison du Patrimoine[16].
- L'église Saint-Pierre[17].
- Le couvent des Récollets, fondé au début du XVIIe siècle.
- La croix des gabariers.
- Le quai maçonné Lestourgie (XIXe siècle) avec la promenade en rive droite de la Dordogne.
- Le couvent des Clarisses, 7 rue des Clarisses.
- L'hôtel de Turenne, la « Raymondie », 13 rue des Clarisses.
- La chapelle édifiée à la fin du XIXe, rue des Clarisses.
- La rue Porte-Basse.
- La maison natale du général Delmas.
- La maison Filliol (XVIe), ancien relais de poste.
- Le manoir de l'Eyrial (1457).
- Le château Neuville, dénommé aussi château Fénelon.
- Le château du Bac : façade du XVIIIe siècle, pigeonnier du XVIe siècle.
- La Chapelle-aux-Plats, ancienne paroisse fusionnée avec la commune d'Argentat. Son château appartenait à une branche de la famille de Pestels.
- Le barrage d'Argentat et le château du Gibanel

- Pont sur la Maronne.

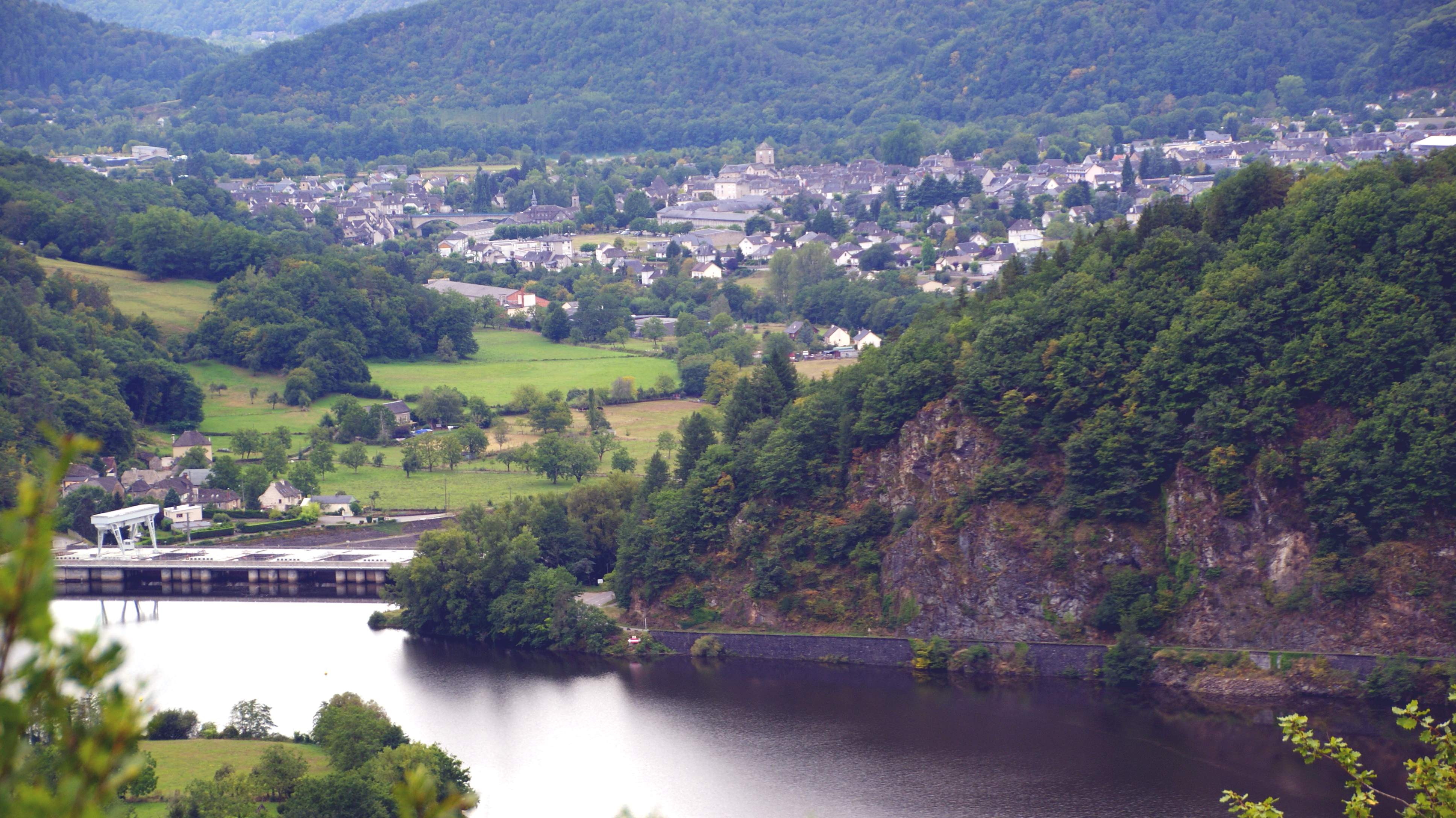
Argentat et son barrage depuis le Roc Castel.

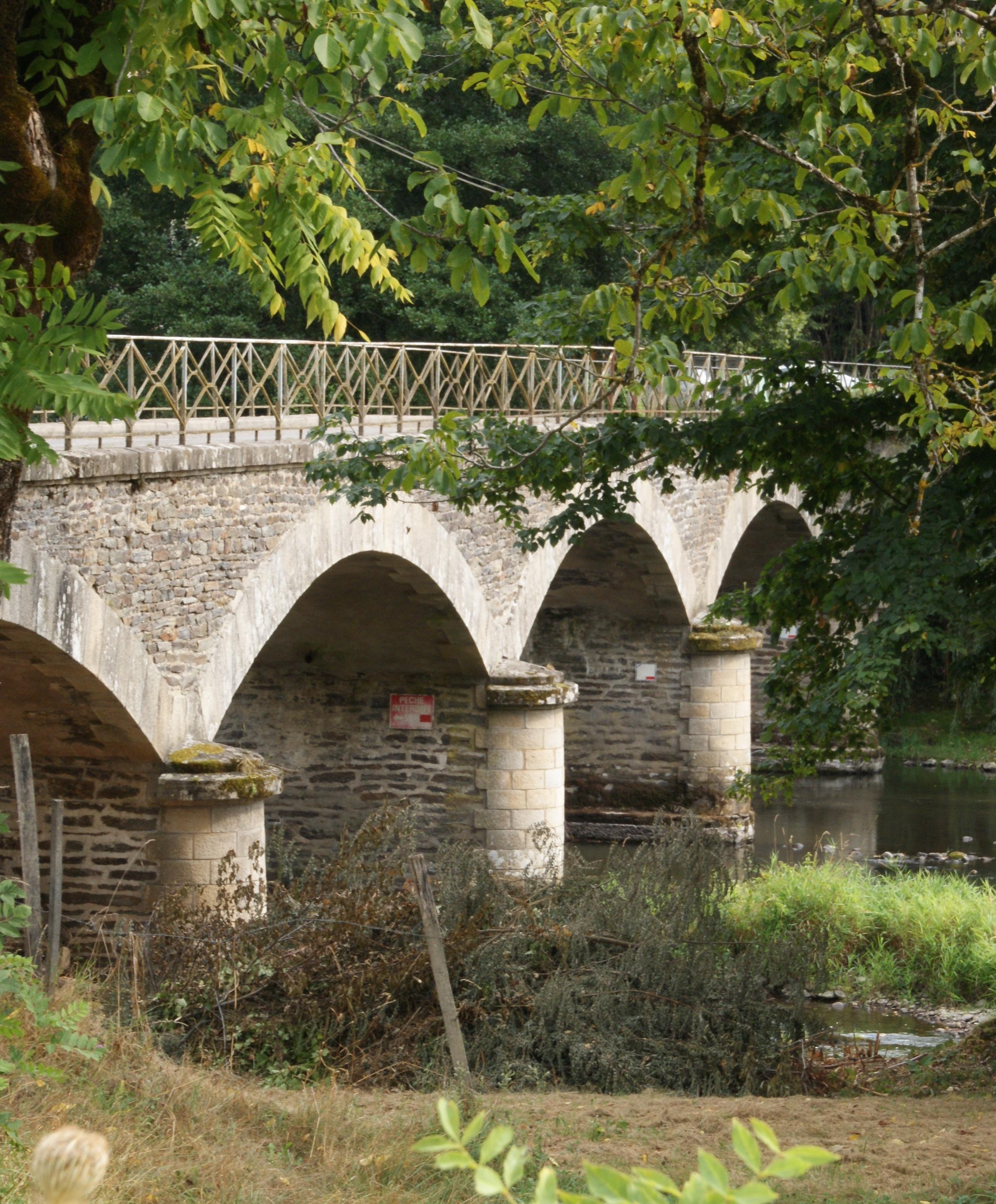
Pont sur la Maronne à Argentat.

- Le pont de la République, sur la Dordogne, construit de 1892 à 1893[18].
- Le Pont Neuf, inauguré en 1992[19] sur la D1220 qui franchit la Dordogne au sud d'Argentat. Il est sur l'axe Tulle-Aurillac.

### Personnalités liées à la commune
- René Bargeton (1917-2007), haut fonctionnaire et historien, spécialiste de l'administration préfectorale.
- Emmanuel Berl (1892-1976), journaliste, historien et essayiste, y a séjourné durant la Seconde Guerre mondiale.
- Eusèbe Bombal (1827-1915), historien d'Argentat, ethnologue, archéologue local, précurseur du folklore limousin.
- Joseph Faure (1875-1944), homme politique, sénateur de la Corrèze de 1921 à 1939.
- René Caillier (1879-1946), homme politique.
- Marcellin Caze (1811-1888), poète, précurseur du félibrige.
- Antoine Guillaume Delmas (1766-1813), général de la Révolution française, mort au combat à la bataille de Leipzig.
- Jean Douvisis, (1866-1926), créateur des syndicats agricoles de France.
- Auguste Lestourgie (1833-1885), maire d'Argentat et député de la Corrèze.
- Mireille (1906-1996), chanteuse et actrice, a vécu à Argentat avec son mari Emmanuel Berl.
- Alphonse Mons (1858-1932), homme politique, maire de Saint-Privat de 1908 à 1932, député de la Corrèze de 1907 à 1919.
- Michel Serrault (1928-2007), acteur, y a séjourné durant la Seconde Guerre mondiale.
- René Teulade (1931-2014), homme politique. Sénateur et maire d'Argentat, ancien ministre des Affaires sociales et de l'Intégration.
- Joseph Vachal (1838-1911).

### Cinéma
Plusieurs films et séries ont été tournés dans la commune en particulier :
- 1995 : série télévisée La Rivière Espérance de Josée Dayan.

### Festivals
- Les Rencontres-promenades « Histoires de passages »[20], 3e semaine de juillet, depuis 2015.
- Festival Val'Dordogne, fin-septembre et début octobre.

### Philatélie
Un timbre postal, d'une valeur de 4,40 francs, dessiné par Ève Luquet et représentant le quai Lestourgie et les belles maisons rénovées d'Argentat a été émis le 18 juin 1994.

## Galerie photos

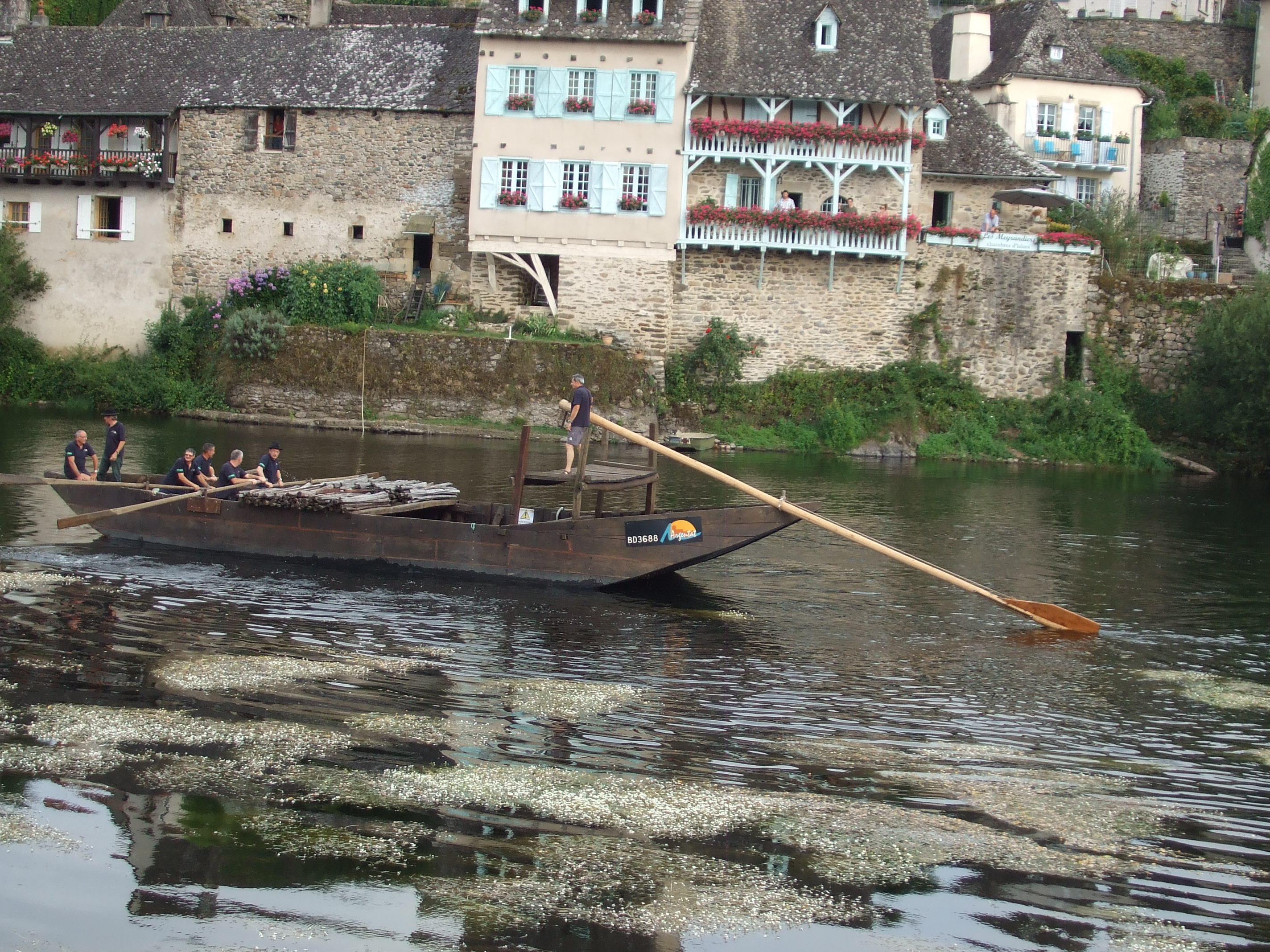
La Gabarre d'Argentat

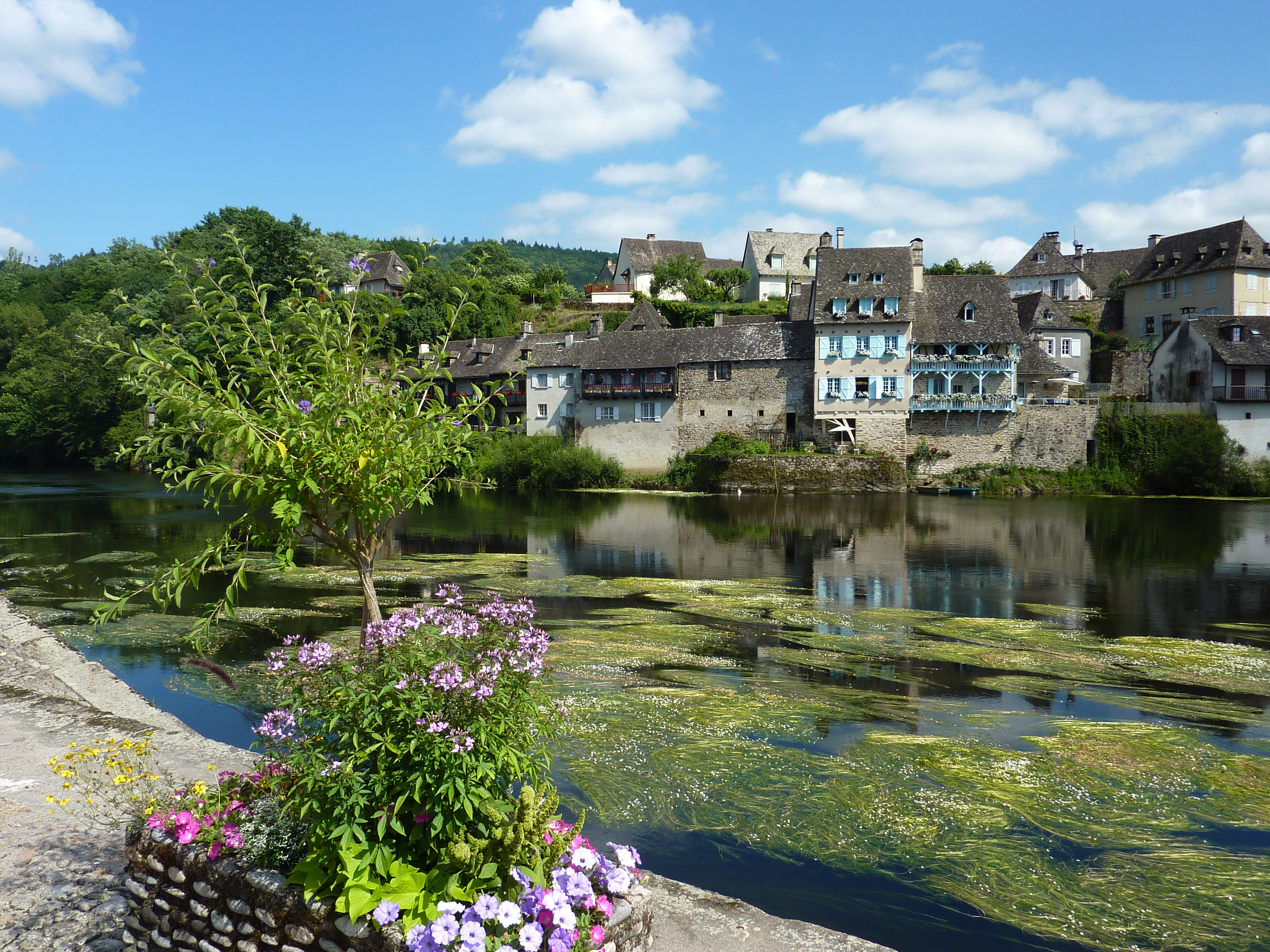
La Dordogne à Argentat.
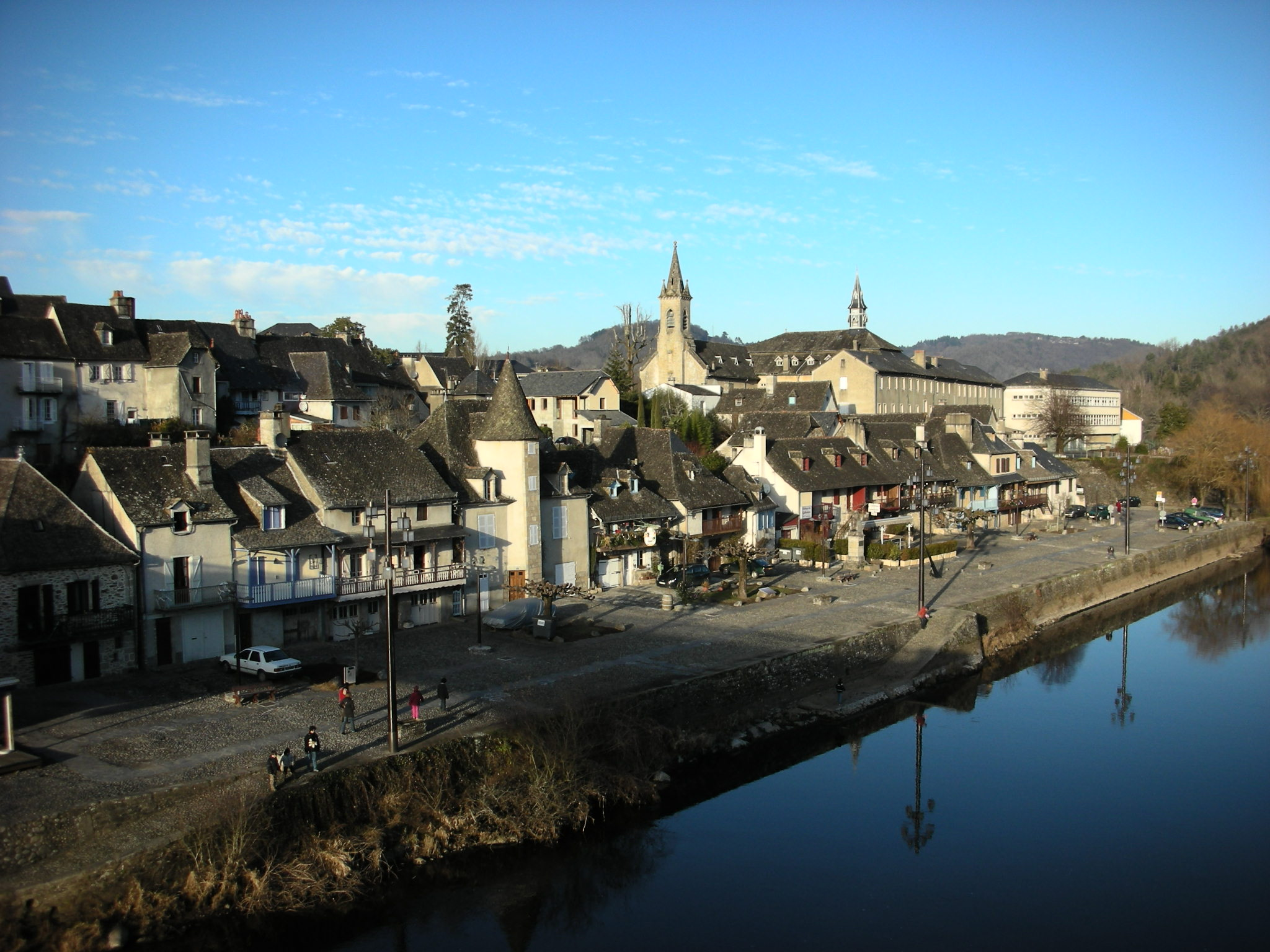
Le quai Lestourgie sur la Dordogne (vue d'Argentat-sur-Dordogne).
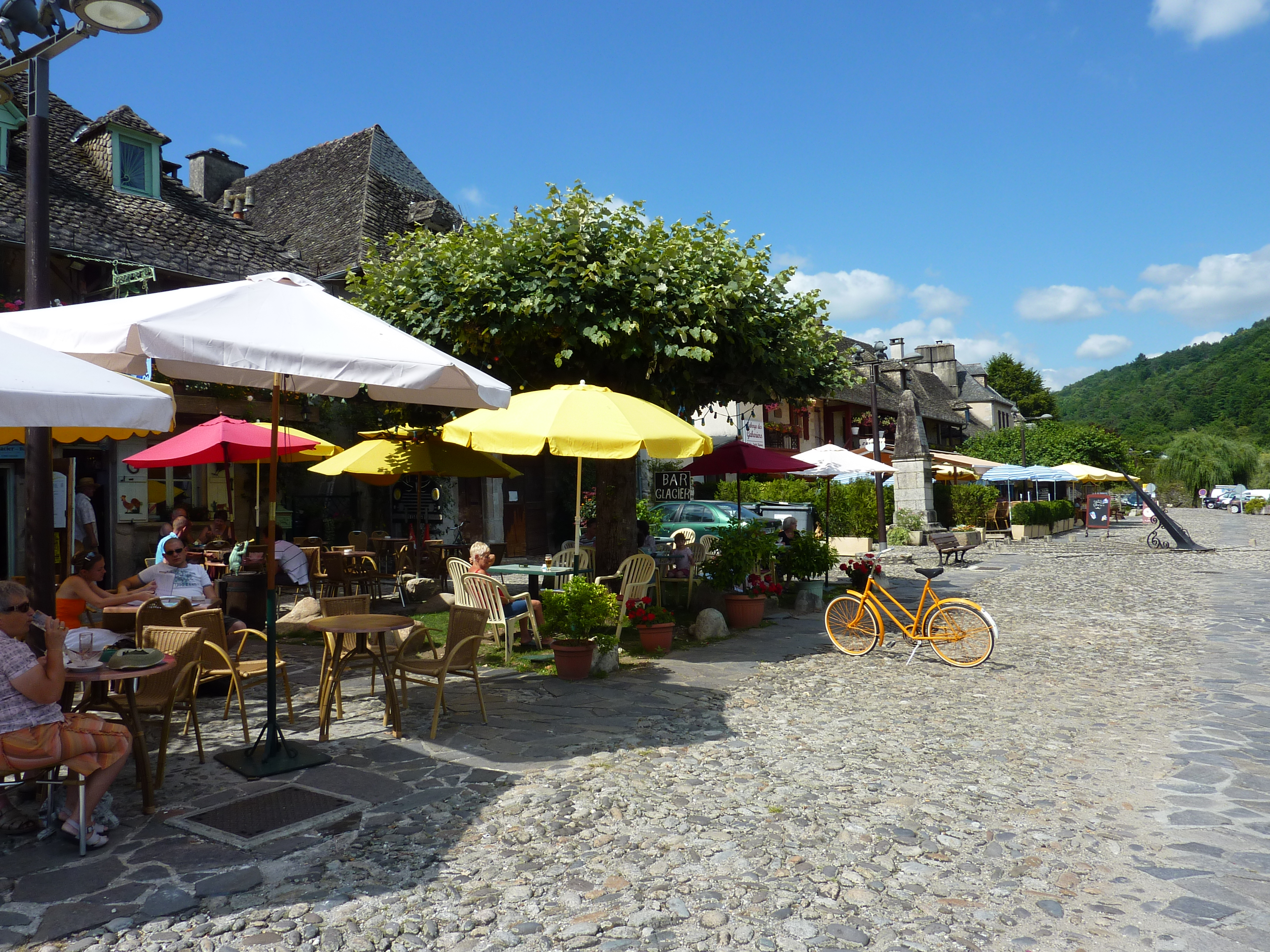
Le quai Lestourgie sur la Dordogne (vue de détail).
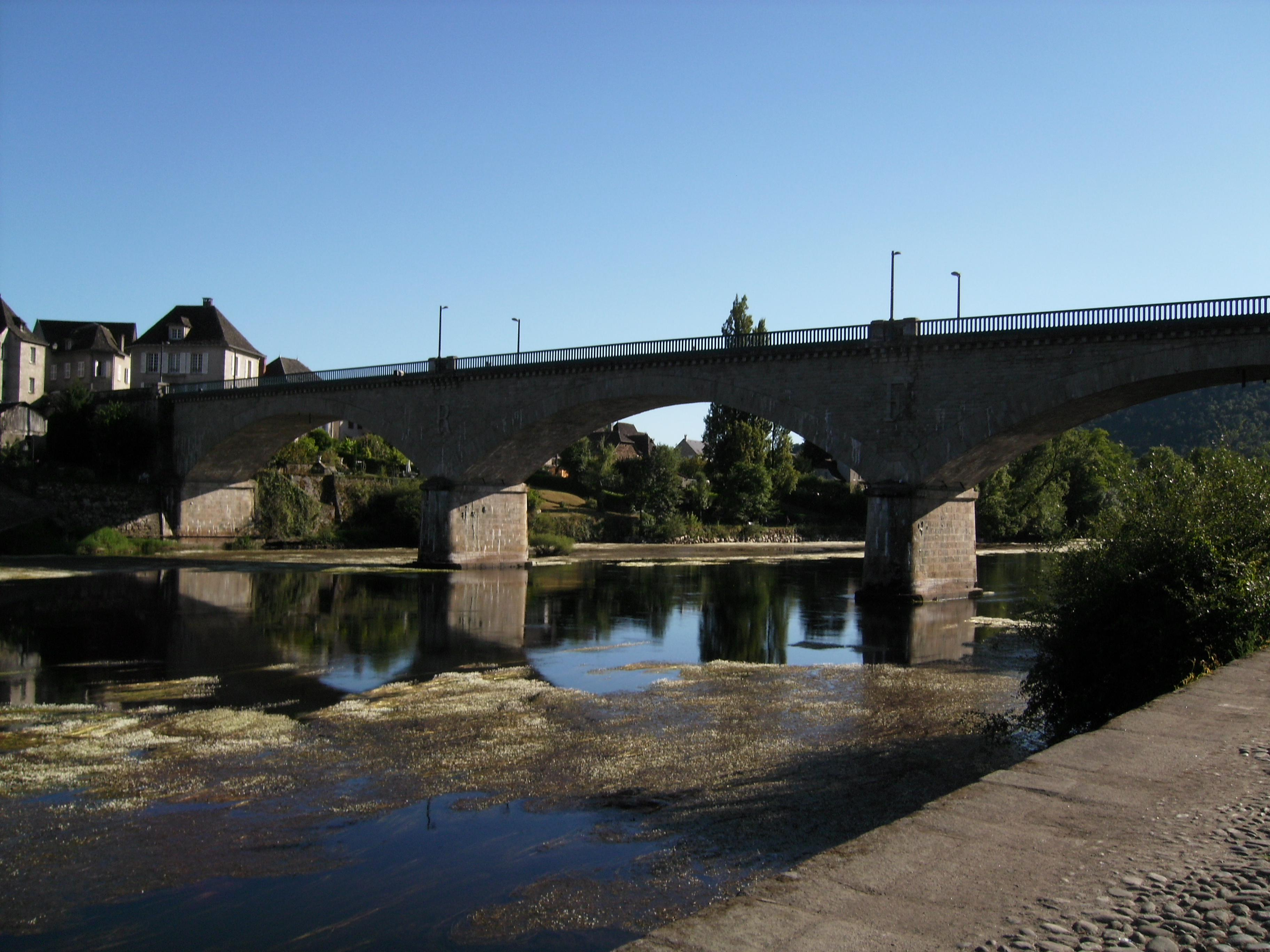
Pont de la République sur la Dordogne.
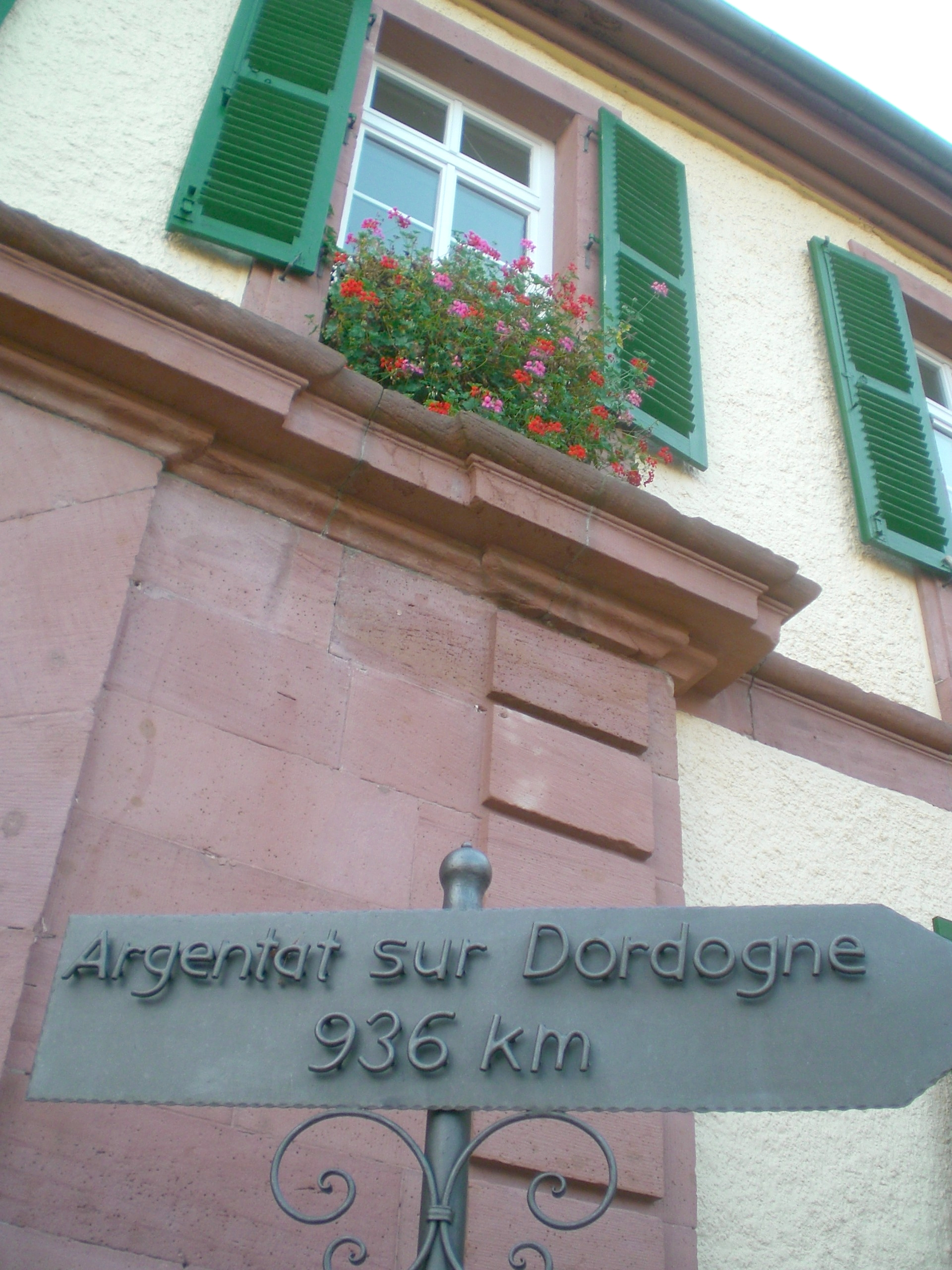
Panneau de distance à Bad König.